# Czersk
Czersk este un oraș în Polonia.